# Boog van Portugal
De Boog van Portugal (Italiaans:Arco di Portogallo) was een antieke triomfboog in Rome. De boog werd mogelijk in de 2e eeuw gebouwd. In de middeleeuwen stond de boog bekend als Arcus Octaviani en Arcus Hadriani. Hij dankt zijn latere naam aan het feit dat in de 16e eeuw de ambtswoning van de ambassadeur van Portugal tegen de boog was gebouwd. De reden voor het oprichten van de boog en de opdrachtgever zijn onbekend. 
De boog was gebouwd over de Via Lata, de huidige Via del Corso, en stond dicht bij de Ara Pacis. Hij had één enkele doorgang, die aan beide zijden geflankeerd werd door twee zuilen. De boog was versierd met reliëfs uit de tijd van keizer Hadrianus, maar deze zijn er mogelijk later pas op geplaatst. Het is daarom ook mogelijk dat de boog pas in de derde of vierde eeuw gebouwd is met spolia van oudere bouwwerken. Op deze wijze is ook de Boog van Constantijn naast het Colosseum gebouwd.
In de 11e eeuw raakte de Boog van Portugal ernstig beschadigd, een pijler ging verloren samen met de zuilen die er voor stonden. Het reliëf bleef wel gespaard. De pijler werd gerepareerd. Later werden er huizen op en tegen de boog gebouwd. In 1662 werd de oude triomfboog in opdracht van Paus Alexander VII geheel afgebroken. De Via del Corso was een drukke verkeersweg geworden en de boog stond hinderlijk in de weg. Bovendien organiseerde de paus tijdens het jaarlijkse carnaval paardenraces op de Corso en daarvoor vormde de boog een gevaarlijk obstakel. Tegenwoordig herinnert alleen een kleine plaquette aan een muur op de plaats waar de boog ooit stond nog aan dit feit.
De reliëfs zijn bewaard gebleven en hangen tegenwoordig in het Palazzo dei Conservatori van de Capitolijnse musea.

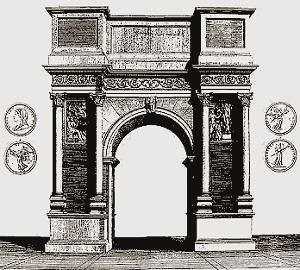
Reconstructie van het oorspronkelijke uiterlijk de boog